# 高斗枢
高斗枢（1594年—1670年），字象先，號玄若，浙江鄞县人，明末政治军事人物、史学家。以坚守郧阳闻名，入清后隐居山林。

## 生平
崇祯元年（1628年），考中进士，授刑部主事。因论巡撫耿如杞事与同僚四人下狱。不久后官复原位，进迁员外郎。
崇祯五年（1632年），出任湖廣荆州府知府。久任后又任长沙兵备副使。当时地方农民起义风起云涌，湖北数郡已被贼兵占领，势头将蔓延至湖南，在临武、蓝山、洞庭湖、湘潭一带又有起义。长沙只有约五百老弱守兵。而邻近的攸县仅有二百守兵，城墙、仓库都坍塌了。高斗枢到任后，立即修筑了四十座飞楼，大量打造守城的武器。当临武、蓝山两地的二百多艘贼船途径衡阳、湘潭顺流而下到达长沙城下时，高斗枢率军与他们相持了十多日，贼兵无机可乘，撤离去了袁州。高斗枢又派兵在后追击，贼兵解兵而去。
崇祯十四年（1641年）六月，高斗枢晋升为按察使，移驻郧阳，坚守了两年，李自成不能破。崇祯十六年夏，朝廷加任高斗枢为太仆寺卿，仍署道事。崇祯十七年（1644年）二月，尚書李遇知举荐高斗枢出任陕西巡抚，并让他兼督川北军务，又擢升高斗枢右副都御史，因兵荒马乱任命都没能及时抵达，四月明朝都城北京陷落，遂謝事养病。
南明福王称帝，调任高斗枢任湖广巡抚，因道路不通，任命未能到达高斗枢。
清兵入关后，高斗枢回乡隐居。南明大学士谢三宾降清，供出反清的名节之士百余人，高斗枢也在其中，但他始终一言不发。晚年闭门不出，生活清贫。康熙九年（1670年），病卒于家。

## 代表著作
- 《蚕瓮集》
- 《官宦漫记》
- 《三楚旧劳记》
- 《守郧纪略》，研究晚明军事的重要著作
- 《存汉录》

## 家族
曾祖高士，以儒学名，赠刑部郎中。祖父高萃，万历甲戌进士，知肇庆府，赠右副都御史。父高<羽惠>，光禄寺署丞致仕，封右副都御史。母黄氏，诰赠太淑人。
嗣子高宇泰，兵部武选司员外；次子高宇启。

## 延伸阅读
[在维基数据编辑]
 《明史卷二百六十》，出自《明史》

| 官衔          | 官衔                            | 官衔          |
| ------------- | ------------------------------- | ------------- |
| 前任： 易孔贊 | 明朝荊州府知府 1632年－崇禎年間 | 繼任： 王行儉 |